# Cerritos (Cardonal)
Cerritos es una localidad de México perteneciente al municipio de Cardonal en el estado de Hidalgo.

## Geografía
A la localidad le corresponden las coordenadas geográficas 20°38′40.857″ de latitud norte y 99°8′37.463″ de longitud oeste, con una altitud de 2246 m s. n. m. Se encuentra a una distancia aproximada de 13.29 kilómetros al suroeste de la cabecera municipal, Cardonal.
En cuanto a fisiografía se encuentra dentro de las provincia de la Sierra Madre Oriental, dentro de la subprovincia del Carso Huasteco; su terreno es de sierra y lomerío. En lo que respecta a la hidrografía se encuentra posicionado en la región Panuco, dentro de la cuenca del río Moctezuma, en la subcuenca del río Actopan. Cuenta con un clima templado subhúmedo con lluvias en verano, de menor humedad.

## Demografía
En 2020 registró una población de 224 personas, lo que corresponde al 1.15 % de la población municipal. De los cuales 103 son hombres y 121 son mujeres. Tiene 53 viviendas particulares habitadas. Casi todos hablantes de lengua indígena otomí con la variante del Otomí del Valle del Mezquital. Cerritos cuenta con dos escuelas de educación indígena: El Jardín de Niños Indígena Angelica Castro de la Fuente y la Primaria Indígena Teodomiro Manzano.
| Gráfica de evolución demográfica de Cerritos entre 1950 y 2020                               |
|                                                                                              |
| Población de los censos y conteos del Instituto Nacional de Estadística y Geografía (INEGI). |

## Cultura

### Gastronomía
Como en todo el Valle del Mezquital «Lugar en donde todo lo que se arrastra, camina y vuela se va a la cazuela», Cerritos tiene una gastronomía muy diversa que va desde la popular barbacoa hasta los tradicionales escamoles, sin olvidar bebidas propias de la región como el chileatole, el pulque y el aguamiel. Se pueden encontrar entre sus recetas ingredientes tan exóticos como el gato montés o la liebre, aunque actualmente dichos platillos han quedado fuera de la dieta cotidiana de los habitantes de la región.

## Economía
La localidad tiene un grado de marginación alto y un grado de rezago social bajo. La economía es fundamentalmente agrícola, la mayoría de sus habitantes son campesinos y pastores dedicados a la siembra de maíz, piñón, frijol, nopal, verdolaga, lechuguilla, cardón y al pastoreo de cabras y borregos. También en menor medida se crían gallinas, gansos, cerdos, guajolotes y conejos. En los últimos años ha existido migración hacia ciudades cercanas como la Ciudad de México, Pachuca y a los Estados Unidos.